# Rielo drio la Celestia
Ne doit pas être confondu avec Rio della Celestia ou Rio dell'Arsenale.

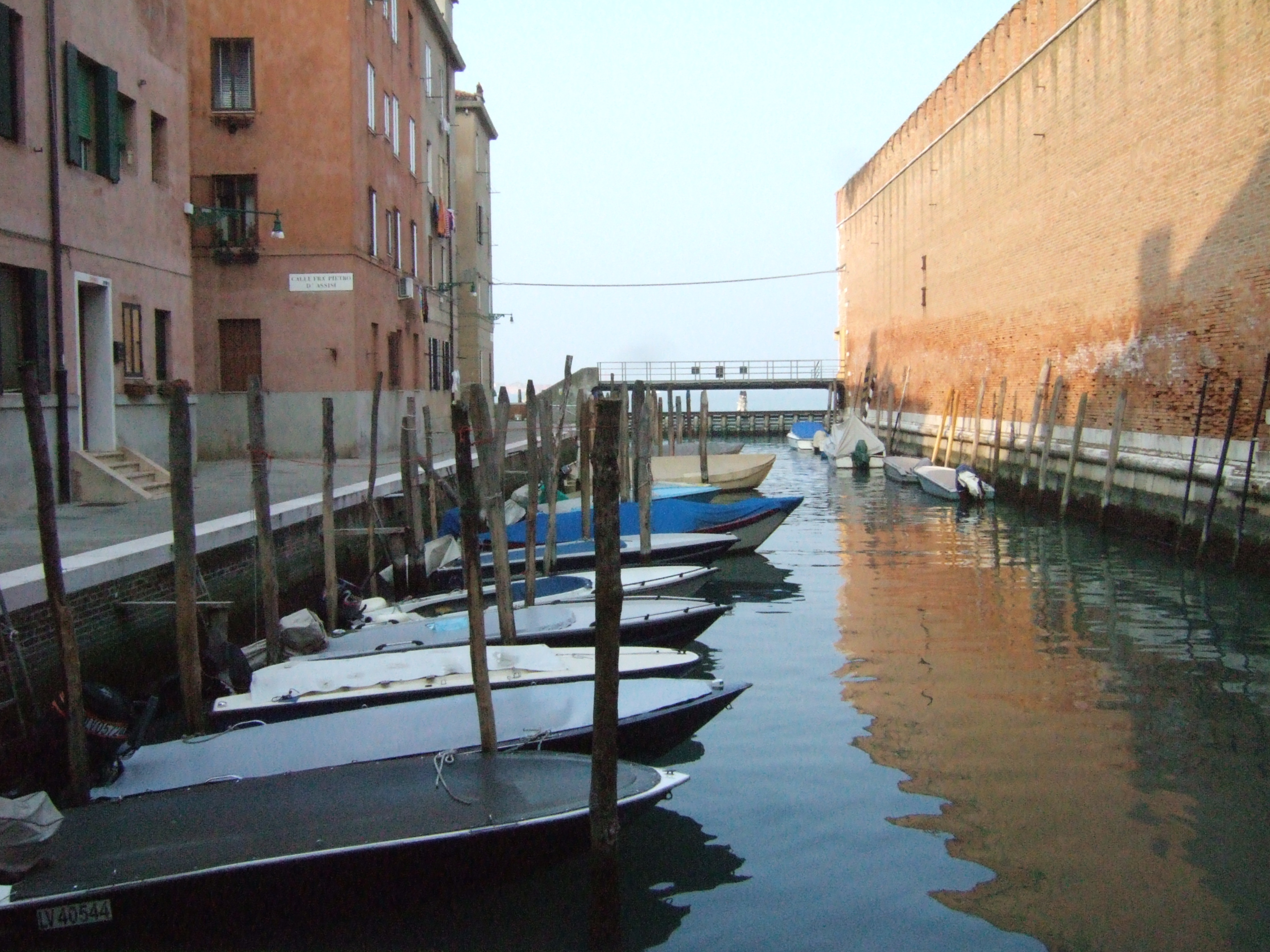
le rio, vue vers le nord

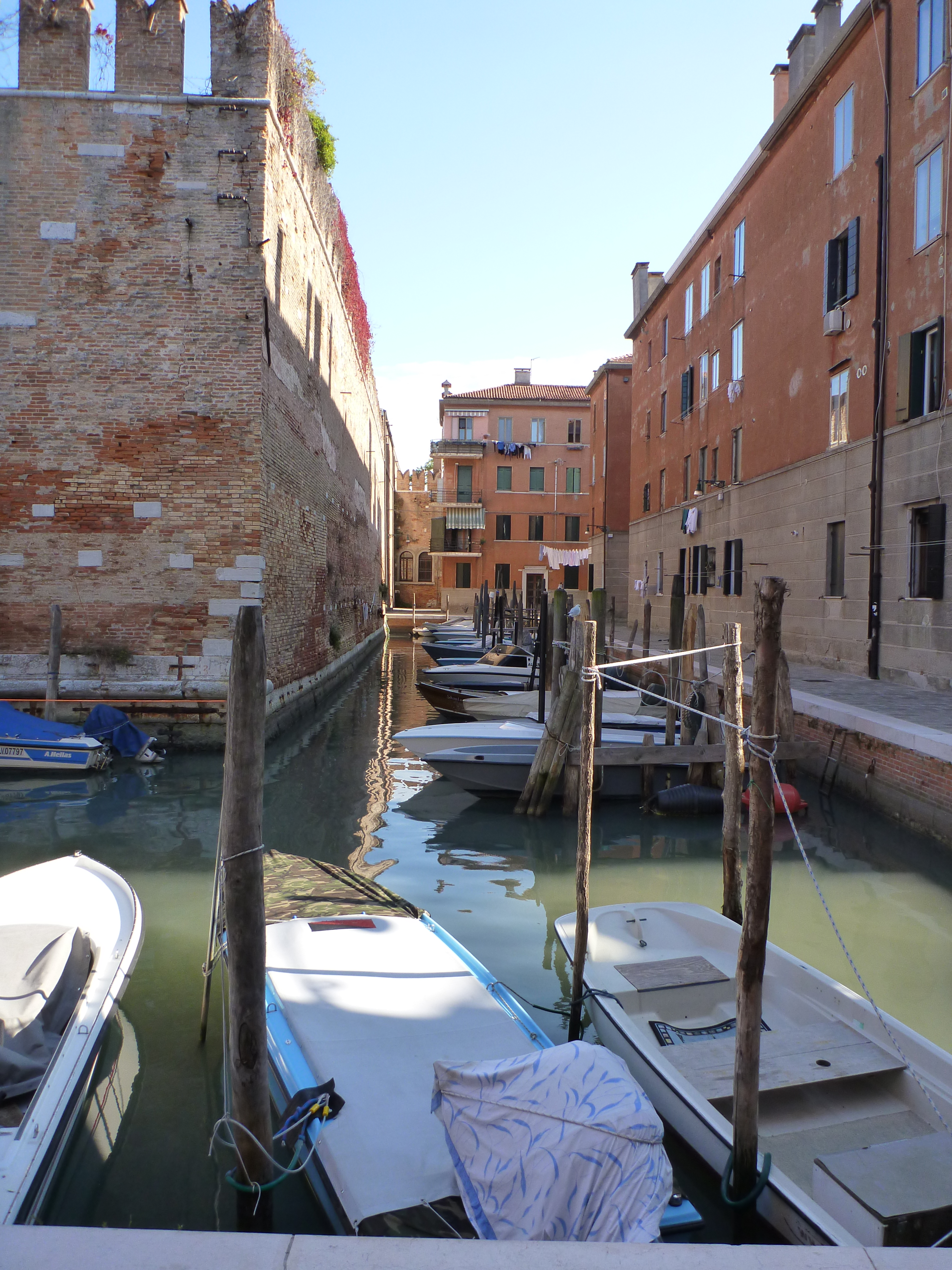

Le riello drio la Celestia it: riello dietro la Celestia;fr: petit canal derrière la Celestia) , aussi appelé riello dell'Arsenale est un canal ou plutôt un bassin (bacino) de Venise dans le sestiere de Castello. 

## Origine
Ce rielo (ou riello) : petit canal, renvoie au Rio della Celestia proche. Son nom a la même origine, une ancienne église aujourd'hui intégrée dans le complexe de l'Arsenal.

À l'origine, le rio de la Celestia reliait le rio delle Gorne vers le nord avec la lagune après un double coude. Lors de l'extension de l’Arsenal de Venise en 1569 et de la création de la Darsena delle Galeazze, le rio se trouva dans les nouveaux murs. En 1810, afin d'étendre encore l'Arsenal, cette section de la rivière fut ensevelie, laissant le canal en cul-de-sac au nord.

## Description
Le riello drio la Celestia a une longueur d'environ 120 mètres. Il débouche sur la lagune dans le canal des fondamente Nuove, après un coude de 90° à l'intérieur de Castello au nord-ouest de l'Arsenal de Venise. Il est bordé à l'est par les murailles de l'Arsenal et à l'ouest par le Fondamenta drio la Celestia.

## Situation
Ce rio est situé au nord du campo della Celestia.